# Euthalia bipunctata
Euthalia bipunctata är en fjärilsart som beskrevs av Vollenhoven 1862. Euthalia bipunctata ingår i släktet Euthalia och familjen praktfjärilar. Inga underarter finns listade i Catalogue of Life.